# La Línea de la Concepción
La Línea de la Concepción és una ciutat de la província de Cadis, Andalusia, Espanya. S'assenta sobre l'istme sorrenc que uneix el Penyal de Gibraltar amb la costa, en el flanc aquest de la Badia d'Algesires, entre Sierra Carbonera i el Penyal de Gibraltar.